# عمر ديوب
عمر ديوب (بالفرنسية: Omar Diop)‏ هو لاعب كرة قدم سنغالي، ولد في 18 مارس 1981 في السنغال. لعب مع النادي القنيطري ونادي الرجاء الرياضي ونادي القادسية ونادي المدينة ونادي الهلال ونادي شباب الريف الحسيمي.